# Peinture anglaise
La peinture anglaise, plus précisément appelée l'« école anglaise de peinture », désigne un style pictural propre à l'Angleterre (et aux artistes britanniques), durant les XVIIIe et XIXe siècles.

## Une «manière» anglaise?

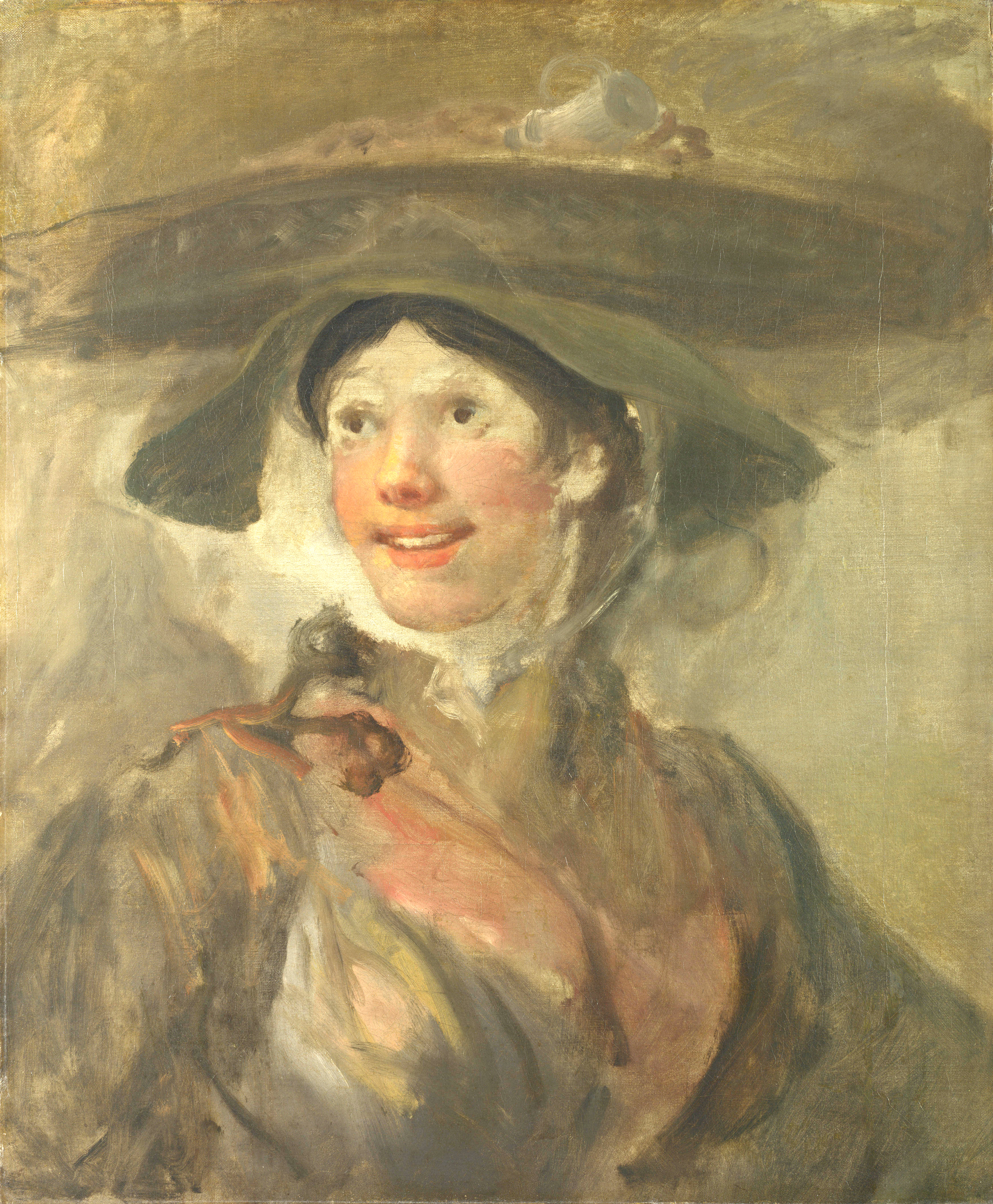
William Hogarth : La Marchande de crevettes (The Shrimp Girl, huile, 1740), National Gallery.

Les historiens d'art anglo-saxons, à partir de 1936, vont progressivement reconfigurer cette approche de l'« English School of Painting », l'inscrivant dans une perspective plus large, au sein de l'évolution de l'art occidental tandis que la critique allemande et française identifie précisément ce courant à une période allant de 1720 à 1850, de William Hogarth à William Turner, qu'elle raccorde au pré-romantisme européen et considère comme le témoignage d'un réveil, d'une affirmation et d'une singularité de l'art pictural dans un pays longtemps prisonnier de carcans — puritanisme, réalisme, académisme. Au sein de son vaste panorama de l'histoire de l'art, Nikolaus Pevsner, avec son essai The Englishness of English Art (1957) revisite ce mouvement propre à la Grande-Bretagne, dont l'influence fut déterminante sur les peintres de l'Europe continentale et les peintres américains du XIXe siècle, voire au-delà.

## XVIIIe-XIXesiècles

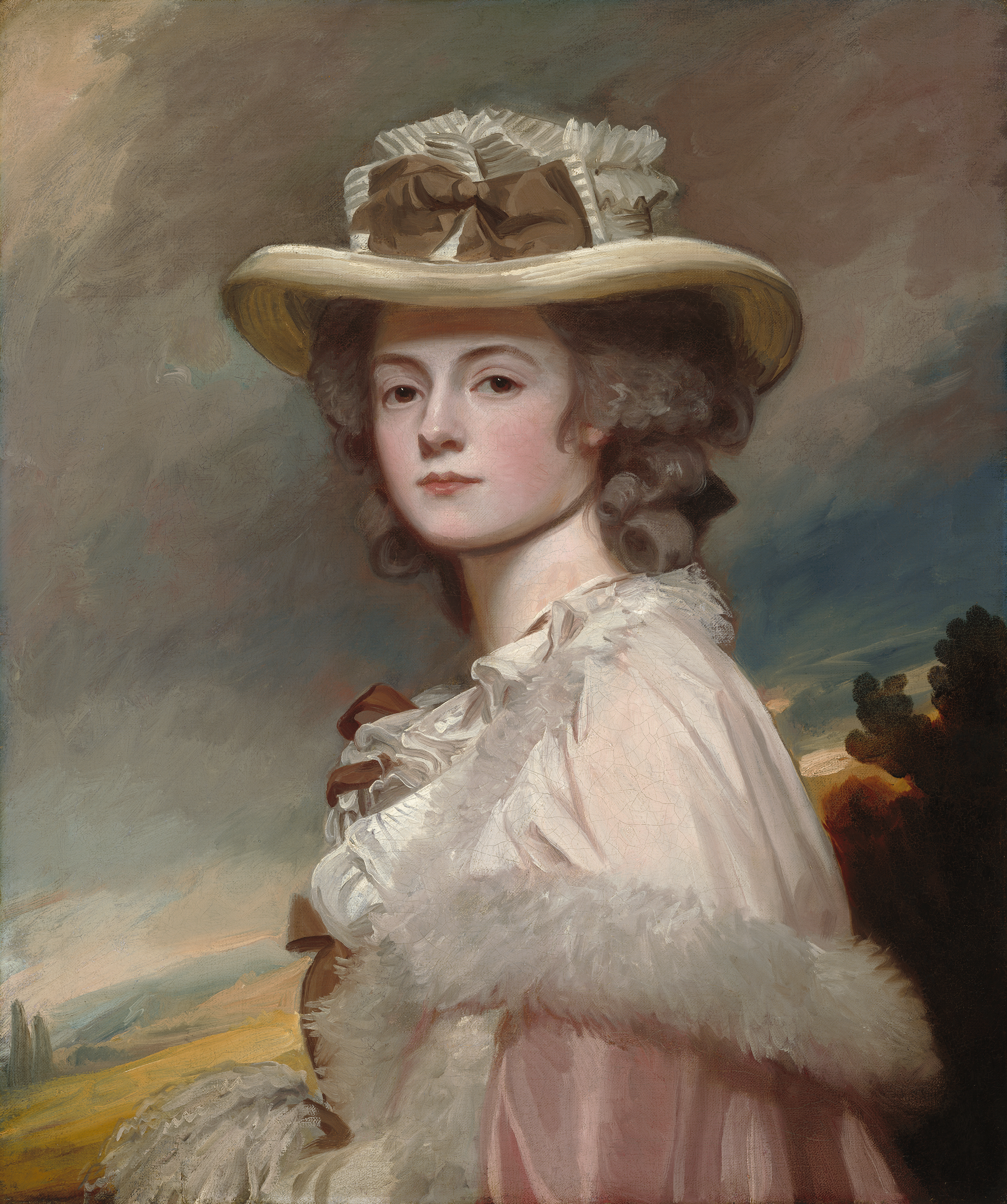
Mrs. Davies Davenport (1782-1784), par George Romney.

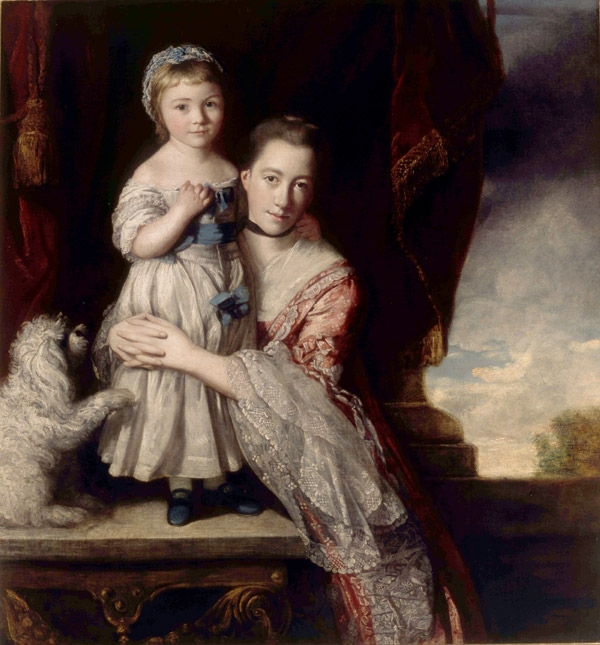
Georgiana, comtesse Spencer, et sa fille (avant 1790) par Joshua Reynolds, Althorp.

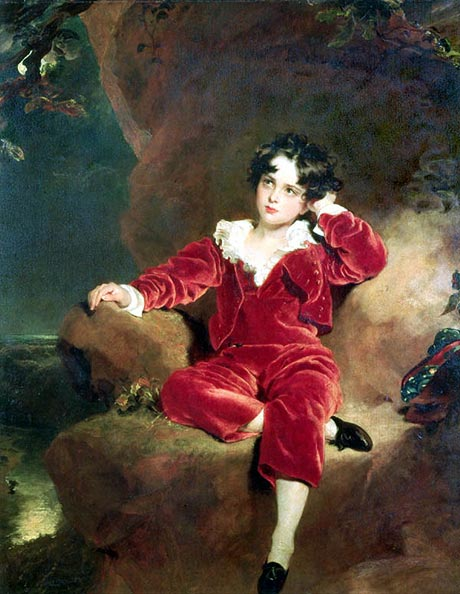
Thomas Lawrence : Master Charles William Lambton, 1825

L'âge d'or de la peinture anglaise qui s'étend de 1720 jusqu'au milieu du XIXe siècle voit plusieurs générations de peintres s'illustrer dans le portrait, les scènes de genre et le paysage, renonçant en cela, et pour des raisons historiques et politiques qui remontent aux XVIe et XVIIe siècles, aux genres historique, allégorique ou religieux.
On ne peut comprendre l'évolution de la peinture anglaise durant cette période sans compter sur l'influence des maîtres de la période dite de l'« âge d'or de la peinture néerlandaise », alors que l'Angleterre entretenait de fortes relations culturelles et économiques avec les Pays-Bas. D'autre part, c'est au XVIe et au XVIIe que se dessinent, puis s'affirment les traits essentiels de la civilisation anglaise. Le célèbre Jeune Homme appuyé à un arbre parmi les roses de Nicholas Hilliard constitue le sommet de la période élisabéthaine : exposé au Victoria and Albert Museum, il symbolise aussi la fin d'un premier sursaut, et le début d'une période politiquement trouble.
Au moment de la Glorieuse Révolution, les choses se mettent en marche, les esprits se déverrouillent : les créations de gentlemen's clubs et de périodiques permettent le renouvellement des idées et des formes — et l'éclosion à partir de 1750 de caricaturistes talentueux comme Thomas Rowlandson et James Gillray —, en même temps que le portrait anglais s'affranchit de l'influence d'Antoine van Dyck, du Tintoret et du Titien. De cette fin de siècle, il convient de citer John Michael Wright — et son lumineux Portrait of Mary Wilbraham (vers 1680) — et surtout Godfrey Kneller qui, par son école de peinture, va former toute une génération d'artistes. 
Les écrits théoriques du peintre Jonathan Richardson, notamment son Theory of Painting (1715), ont une grande influence sur toute une nouvelle génération de peintres. Le peintre irlandais Charles Jervas conçoit des portraits radicalement nouveaux qui vont également influencer les portraitistes anglais : son Henrietta Howard, Countess of Suffolk, portrait d'une lady alanguie en robe parme, date de 1724 et annonce un renouveau pictural.
Durant les années 1720-1740, l'influence du « goût français », assimilé au rococo, se fait sentir : de nombreux artistes français vivent à Londres et y enseignent. William Hogarth, véritable éclair, contribue à briser le carcan, à rompre avec les influences, avec une insolence et une liberté totales, entraînant au sein de clubs toute une génération. Le portraitiste Allan Ramsay est l'exemple même de cet affranchissement, de cette affirmation. Durant cette même période, une formule esthétique connaît un grand succès, la conversation piece, le portrait en conversation, signe d'une société pacifiée qui s'adonne dans les cercles au libre échange des idées et des opinions. L'un des plus illustres représentants de ce genre est Philippe Mercier. Sur le plan des institutions, des écoles et des marchands, naissent successivement au torrnant de ces mêmes années, la St Martin's Lane Academy, les premiers salons de la Royal Academy, le British Museum ; puis au milieu du siècle, Christie's et John Boydell font de Londres une place forte du commerce de l'art. Forte d'une situation économique exceptionnelle, reposant sur la constitution d'un véritable empire commercial, la Grande-Bretagne devient la première puissance jusqu'en 1914.
De 1750 à 1780 le portrait anglais atteint son apogée avec Thomas Gainsborough, Joshua Reynolds — premier président de la Royal Academy en 1768 —, George Romney, tandis que le paysage par le biais de l'aquarelle et de l'étude peinte directement sur le motif est mis en valeur par Alexander Cozens et son fils Robert. 
Longtemps, le paysage et l'aquarelle n'ont tenté que très peu d'artistes anglais. Ces genres picturaux n'attiraient pas les faveurs de la société, réticente a l'achat de telles œuvres. Surtout, le public exigeait davantage des compositions classiques à la manière de Claude Gellée — dont le Liber Veritatis paraît à Londres vers 1777 —, réalistes, à la manière des Flamands, ou encore sauvages et déchirées comme celles de Salvatore Rosa. Les productions de Thomas Smith of Derby ou Chatelain répondent tout à fait à ces attentes du marché de l'art. Richard Wilson tente entre 1755 et 1779 des paysages mais ne rencontre pas le succès. Mais, au début du XIXe siècle, un revirement se produit, l'art du paysage anglais est porté à son sommet esthétique par deux peintres John Constable et Joseph Mallord William Turner, tandis qu'en 1803, l'école de Norwich devient le premier regroupement provincial de peintres anglais paysagistes. 
À la fin du XVIIIe siècle, Johann Heinrich Füssli, d'origine suisse, développe une peinture différente empruntant ses sujets à la littérature, à Dante, Shakespeare, John Milton ou encore au cycle des Nibelungen. L'artiste représente librement des visons suscitant la peur, l'angoisse et l'horreur. Avec William Blake, son contemporain, ces deux plasticiens s'inscrivent aux origines du premier courant romantique. 
Entre les années 1848 et 1855 on voit apparaître en Angleterre le mouvement préraphaélite.

## Peintres réputés (1720-1850)

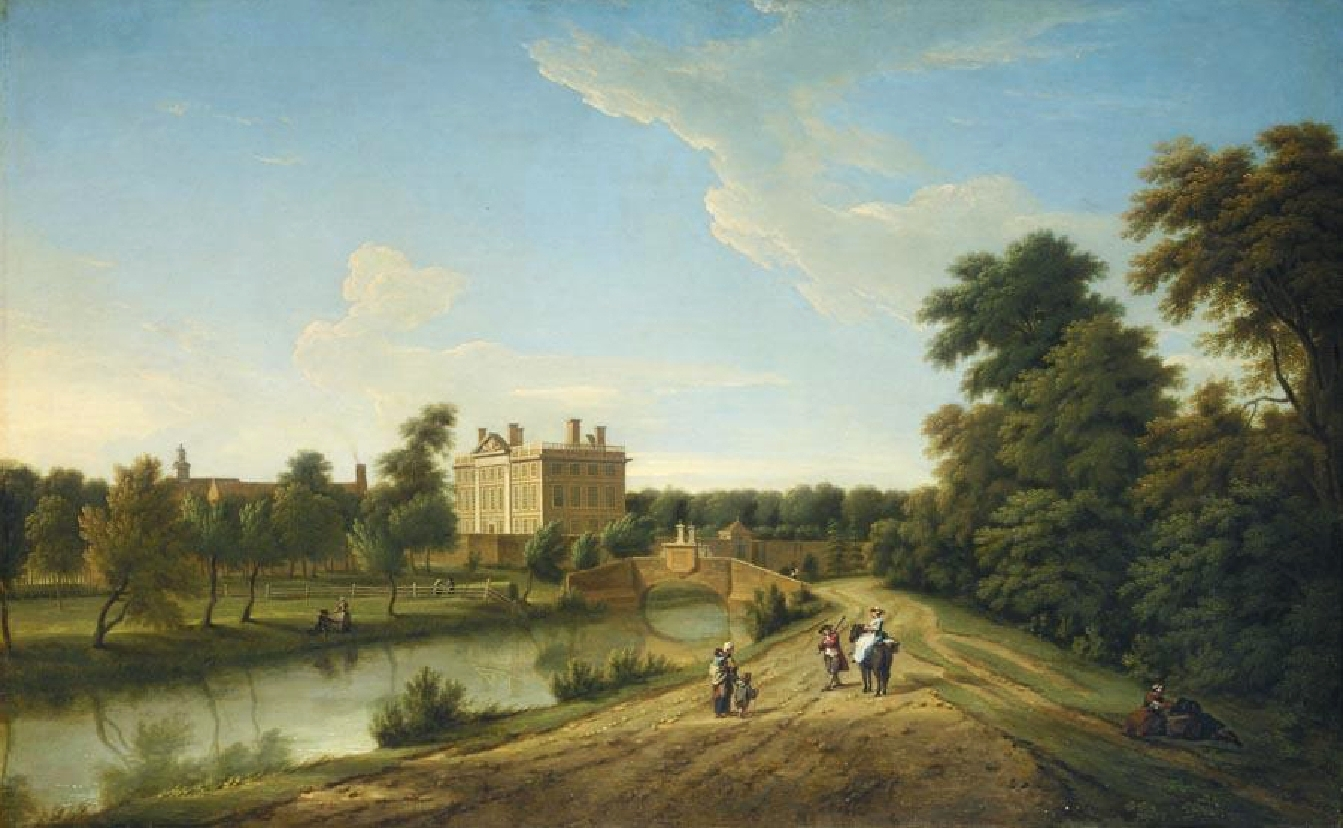
View of Dunton Hall, Lincolnshire (1739), huile sur toile de George Lambert.

Weymouth Bay (1816) par John Constable, National Gallery.

### Paysage
- William Bellers
- George Lambert
- Thomas Smith of Derby
- Richard Wilson
- Joseph Wright of Derby
- Paul Sandby
- John Crome
- John Constable
- Richard Parkes Bonington
- William Turner

### Portrait
- Jonathan Richardson
- William Hogarth
- Thomas Gainsborough
- Joshua Reynolds
- George Romney
- Henry Raeburn
- John Hoppner
- Thomas Lawrence
- Benjamin Wilson
- Joseph Wright of Derby

### Scène de genre
- William Etty (nus)
- William Hogarth (satires)
- George Stubbs (chevaux)
- James Barry (mythologies)

## Citations
- « L'art du paysage anglais est né de cette indifférence de presque tous les Anglais à ce qui n'est pas la nature vierge, la souplesse des muscles et la rectitude des mœurs. » — Élie Faure Histoire de l'art, 4. L'art moderne I (1926)[5]